# Jean-Pierre Boccardo
Jean-Pierre Boccardo (Espéraza, 1942. március 16. – Toulouse, 2019. január 29.) francia atléta, rövidtávfutó, olimpikon.

## Pályafutása
Az 1963-as nápolyi mediterrán játékokon a 4 × 400 m váltó tagjaként aranyérmes, 400 méteren bronzérmes lett. Az 1964-es tokiói és az 1968-as mexikóvárosi olimpián nyolcadik lett 4 × 400 m váltóban.
Egyéni legjobbja: 46,34 (400 m, 1964)

## Sikerei, díjai
- Francia bajnokság – 400 m
  - bajnok: 1963, 1964, 1966
- Mediterrán játékok
  - aranyérmes: 1963 (4 × 400 m)
  - bronzérmes: 1963 (400 m)